# Gustavo Aguirre
Gustavo Aguirre Aguirre fue un destacado periodista y relator deportivo de Chile que ganó el Premio Nacional de esa especialidad en 1972. Además tuvo una destacada participación en los inicios del Club Deportivo Universidad Católica, institución donde ostentaba el rango honorífico de Cruzado Caballero.
En su labor periodística dirigió el programa radial Chile Deportivo en Radio Nacional de Chile, luego llamado Más Deporte. Su estilo de locución ha sido reconocida por otros profesionales como la más representativa de su generación. Entre los equipos periodísticos que integró fue compañero de labores de Julio Martínez.
En su trabajo dedicado a Universidad Católica, se destaca la creación y organización del espectáculo que acompañaba desde fines de los años 1930 al Clásico Universitario.

## Premios
| Premio                                  | Año  |
| --------------------------------------- | ---- |
| Premio Nacional de Periodismo Deportivo | 1972 |